# Joseph de Metz-Noblat
Joseph-Marie-Edouard de Metz-Noblat (ur. 6 lutego 1959 w Cherbourg) – francuski duchowny katolicki, biskup Langres od 2014.

## Życiorys

### Prezbiterat
Święcenia kapłańskie otrzymał 28 maja 1987 i został inkardynowany do diecezji Verdun. Przez kilkanaście lat pracował duszpastersko w parafiach diecezji, a w latach 2005–2011 kierował propedeutyczną częścią seminarium w Nancy. W 2011 mianowany wikariuszem generalnym diecezji.

### Episkopat
21 stycznia 2014 papież Franciszek mianował do biskupem ordynariuszem diecezji Langres. Sakry udzielił mu 16 marca 2014 metropolita Reims - arcybiskup Thierry Jordan.